# Awen
Awen ist ein walisisches, kornisches und bretonisches Wort für „(poetische) Inspiration“. In der walisischen Tradition ist Awen die Inspiration der Poetenbarden; oder, in seiner Personifizierung, ist Awen die inspirierende Muse der kreativen Künstler im Allgemeinen: Das inspirierte Individuum (oft ein Dichter oder ein Wahrsager) wird als Awenydd bezeichnet. Emma Restall Orr, Gründerin und ehemalige Leiterin des Druid Network, definiert Awen als „fließenden Geist“ und sagt, dass „Geisterenergie im Fluss die Essenz des Lebens ist“.
Im heutigen Gebrauch wird Awen manchmal Musikern und Dichtern zugeschrieben. Es wird im englischsprachigen Raum auch gelegentlich als männlicher und weiblicher Vorname verwendet.
Es erscheint in der dritten Strophe von Hen Wlad fy Nhadau, der walisischen Nationalhymne.

## Etymologie
Awen leitet sich von der indoeuropäischen Wurzel * -uel ab, was ‚blasen‘ bedeutet, und hat dieselbe Wurzel wie das walisische Wort ‚awel‘, das ‚Brise‘ bedeutet.

## Historischer Hintergrund
Die erste urkundliche Bestätigung des Wortes findet sich in Nennius’ Historia Brittonum, einem lateinischen Text von ca. 796, teilweise basierend auf früheren Schriften des walisischen Mönchs Gildas. Es kommt in der Phrase „Tunc talhaern tat aguen in poemate claret“ vor (‚Talhaern, der Vater der Muse war damals in der Poesie bekannt‘), wobei das alt-walisische Wort Aguen (Awen) im lateinischen Text vorkommt, der Dichter aus dem sechsten Jahrhundert beschreibt.
Es ist auch in seiner aktuellen Form in Canu Llywarch Hen (9./10. Jahrhundert) verzeichnet, wo Llywarch sagt: „Ich weiß von meiner Awen“, dass es als Quelle instinktiven Wissens bezeichnet wird.
Auf Zusammenhänge zwischen Awen als poetische Inspiration und als Ausfluss aus dem Göttlichen impliziert das Buch von Taliesin oft dies. Ein besonders auffälliges Beispiel ist in den Zeilen enthalten:

„Ban Pan Doeth Peir
Ogyrwen Awen Teir“

Buchstäblich „die drei Elemente der Inspiration, die herrlich aus dem Kessel kamen“, aber implizit „das von Gott kam“ als „Peir“ (Kessel), kann auch „Souverän“ bedeuten, oft mit der Bedeutung „Gott“. Es sind die „drei Elemente“, die hier geschickt verarbeitet werden, da Awen manchmal aus drei Unterabteilungen („ogyrwen“) bestand, also „der ogyrwen der dreieinigen Inspiration“, was möglicherweise auf die Dreieinigkeit hindeutet.
Giraldus Cambrensis bezeichnete in seiner Beschreibung von Wales (1194) die von der Awen Inspirierten als „Awenyddion“:

„Es gibt bestimmte Personen in Cambria, die Sie nirgendwo anders finden werden, Awenyddion genannt oder inspirierte Menschen; Wenn sie zu einem zweifelhaften Ereignis befragt werden, brüllen sie gewaltsam heraus, werden außer sich geraten und werden sozusagen von einem Geist besessen. Sie liefern in einer nicht zusammenhängenden Weise die Antwort auf das, was erforderlich ist; Aber die Person, die sie geschickt beobachtet, wird nach vielen Präambeln und vielen nugatorischen und inkohärenten, wenn auch verzierten Reden die gewünschte Erklärung finden, die in einer Wendung eines Wortes vermittelt wird: Sie werden dann aus ihrer Ekstase wie aus einem tiefen Schlaf gerissen und sozusagen durch Gewalt gezwungen, zu ihren richtigen Sinnen zurückzukehren. Nachdem sie die Fragen beantwortet haben, erholen sie sich nicht, bis sie von anderen Menschen heftig erschüttert werden. Sie können sich auch nicht an die Antworten erinnern, die sie gegeben haben. Wenn zum gleichen Zeitpunkt ein zweites oder drittes Mal konsultiert wird, werden sie völlig unterschiedliche Ausdrücke verwenden. Vielleicht sprechen sie mit fanatischen und ignoranten Geistern. Diese Gaben werden ihnen normalerweise in Träumen verliehen: Manche scheinen süße Milch oder Honig auf die Lippen gegossen zu haben; Andere meinen, dass ein schriftlicher Zeitplan auf ihren Mund angewendet wird und sie beim Erwachen öffentlich erklären, dass sie dieses Geschenk erhalten haben.“

Im Jahr 1694 schrieb der walisische Dichter Henry Vaughan an seinen Cousin, den Antiquar John Aubrey, als Antwort auf ein Ersuchen um Informationen zu den Überresten des Druidentums, das zu dieser Zeit in Wales zu finden war:

„Die alten Barden […] haben nichts von ihrem Wissen kommuniziert, außer auf dem Weg der Tradition: Was ich für den Grund halte, dass sie keine Berichte hinterlassen haben, noch irgendwelche Überreste oder andere Denkmäler ihres Erlernens der Lebensweise. Was die späteren Barden angeht, so haben Sie einen höchst spannenden Bericht darüber. Diese Ader der Poesie nannten sie Awen, was in ihrer Sprache Verzückung oder einen poetischen Furor bedeutet und (In Wahrheit) so viele von ihnen, mit denen ich gesprochen habe, sind (wie ich sagen kann) damit begabt oder inspiriert. Mir wurde von einer sehr nüchternen, wissenden Person (jetzt tot) gesagt, dass es zu seiner Zeit einen jungen, vaterlosen und mutterlosen Jungen gab, der so arm war, dass er betteln musste; aber zu guter Letzt wurde er von einem reichen Mann aufgegriffen, der einen großen Schafbestand auf den Bergen hielt, nicht weit von dem Ort entfernt, an dem ich jetzt wohne, der ihn einkleidete und in die Berge schickte, um seine Schafe zu halten. Dort, in der Sommerzeit, bei den Schafen, schaute er zu ihren Lämmern und fiel in einen tiefen Schlaf, in dem er träumte, einen schönen jungen Mann mit einer Girlande aus grünen Blättern und einem Falken auf der Faust zu sehen. Ein Köcher voller Pfeile ist auf seinem Rücken und er kommt auf ihn zu (pfeift einige Takte oder Melodien den ganzen Weg). Als letztes ließ er den Falken fliegen, der (er träumte) in seinen Mund und in seine inneren Teile flog, woraufhin er plötzlich in einer großen Angst und Bestürzung erwachte: aber mit einer großen Ader oder einem Geschenk von Poesie besessen, daraufhin verließ er die Schafe und wanderte durch die Länder, machte bei allen Gelegenheiten Lieder und wurde zum berühmtesten Barden in allen Ländern seiner Zeit.“

## Neuzeitliche Druiden

Awen von Iolo Morganwg

In einigen Formen der neuzeitlichen Druiden wird der Begriff durch ein Emblem symbolisiert, das drei gerade Linien zeigt, die sich ausbreiten, wenn sie sich nach unten bewegen, manchmal innerhalb eines Kreises oder einer Reihe von Kreisen unterschiedlicher Dicke, oft mit einem Punkt oder einer Spitze, auf jeder Linie dargestellt. Der British Druid Order schreibt Iolo Morganwg das Symbol zu. Das Symbol wurde von vielen neuzeitlichen Druiden übernommen und zählt heute zu den bekanntesten druidischen Symbolen.

Das Awen in der Version des OBOD

Der Orden der Barden, Ovaten und Druiden (OBOD) beschreibt die drei Linien als Strahlen, die von drei Lichtpunkten ausgehen, wobei diese Punkte den dreifachen Aspekt der Gottheit darstellen und auch die Punkte, an denen die Sonne auf den Äquinoktien und Sonnenwesten aufgeht. bekannt als die Triade der Sonnenaufgänge. Das vom OBOD verwendete Emblem ist von drei Kreisen umgeben, die die drei Schöpfungskreise darstellen.
Verschiedene neo-druidische Gruppen und Personen haben ihre eigene Interpretation des Awen. Die drei Linien beziehen sich auf Erde, Meer und Luft; Körper, Geist und Seele; oder Liebe, Weisheit und Wahrheit. Es wird auch gesagt, dass das Awen nicht nur für Inspiration, sondern für Inspiration der Wahrheit steht; Ohne sie kann man nicht die Wahrheit verkünden.
Die drei Grundlagen von Awen sind die Wahrheit, die Weisheit und die Rechtschaffenheit/Gerechtigkeit, da ohne diese drei ein Leben in den druidischen Idealen und eine inspirierte und allumfassende Poesie (und auch sonstige Inspiration) nicht möglich ist.
Eine Version der Awen wurde Anfang 2017 von der US Veterans Administration für Veteranen-Grabsteine genehmigt.